# Basilica di Santa Maria degli Angeli a Pizzofalcone

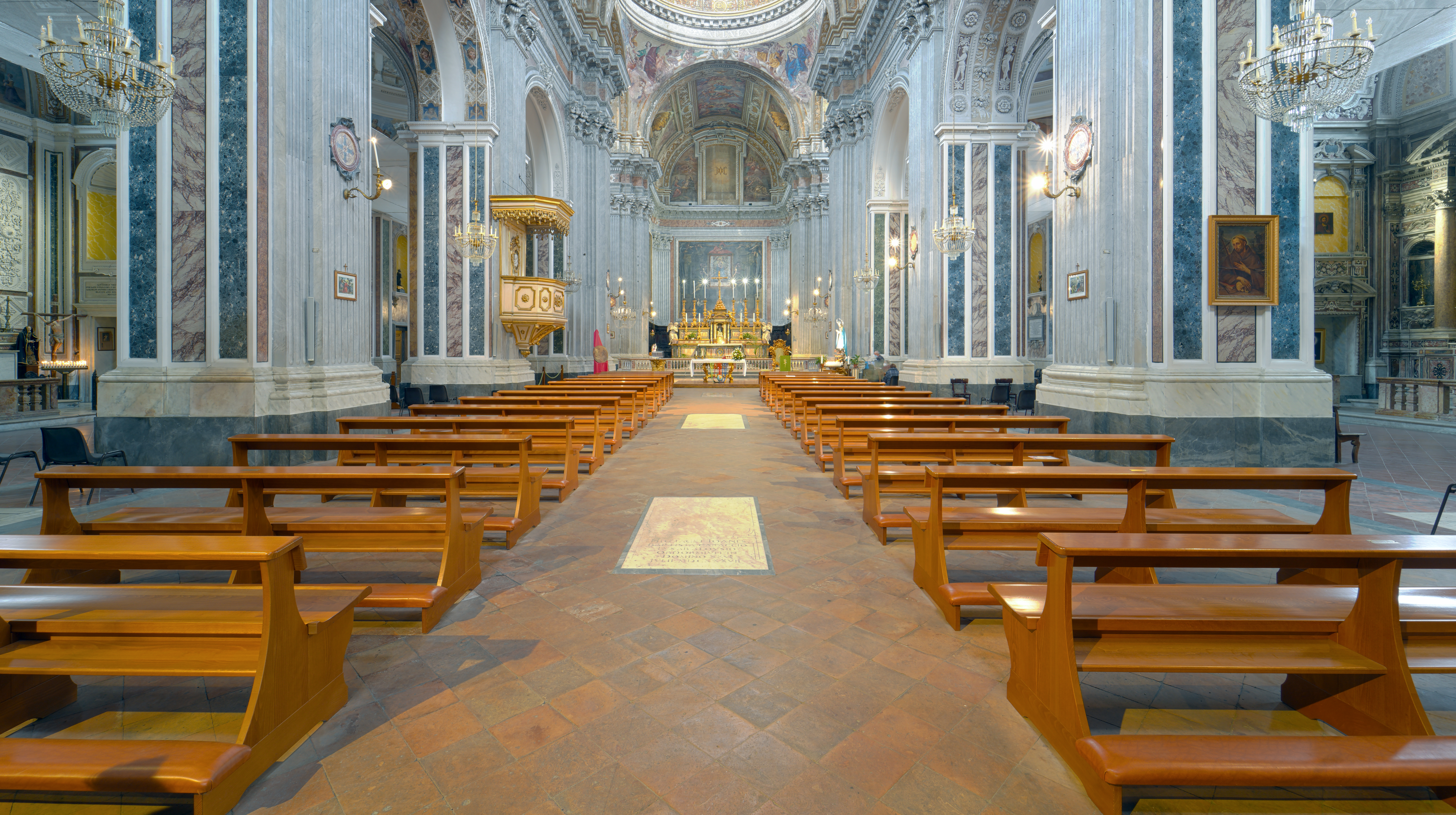
Navata centrale

La basilica di Santa Maria degli Angeli a Pizzofalcone è una delle chiese basilicali di Napoli; è ubicata sulla collina di Pizzofalcone, nel centro storico della città, nel quartiere San Ferdinando.

## Storia
La chiesa venne fondata nel 1587 per volontà della nobildonna Costanza Doria del Carretto, che ne fece dono ai padri teatini e su progetto dell'architetto Francesco Grimaldi nel 1610 venne interamente ricostruita assumendo l'aspetto odierno.

## Descrizione
La chiesa fu disegnata a tre navate a croce latina iscritta in un rettangolo con cappelle laterali e cupola; l'attuale facciata fu rifatta nella seconda metà del XVIII secolo.
La cupola, slanciata ed imponente, fu disegnata dal Grimaldi e domina la chiesa; essa porta nell'ambiente interno una grande quantità di luce grazie a dei finestroni che si aprono nel tamburo.
L'interno e le decorazioni furono affidate a Giovan Battista Beinaschi, che affrescò la navata centrale ed il transetto (coperti da volte a botte) con episodi della Vita della Vergine (1668-1675) e la cupola con l'Incoronazione della Vergine; alcune di queste raffigurazioni come la Presentazione del tempio furono distrutte durante l'ultima guerra.
Di Francesco Maria Caselli sono le grandi tele realizzate intorno alla metà del XVII secolo per le decorazioni dell'abside e del transetto.
Nella cappella dedicata all'Immacolata è esposta una tela di Massimo Stanzione raffigurante la Vergine Maria, mentre dipinti di Giovan Bernardo Azzolino decorano la prima e la terza cappella del lato sinistro.
Un'altra importante opera della basilica è conservata nel coro: si tratta del San Gaetano di Luca Giordano, del 1662.
L'altare maggiore, di Giovan Battista Broggia, è di impronta neoclassica e presenta al suo lato destro una bella tela di Paolo De Matteis che rappresenta Sant'Andrea in estasi.
Da rilevare anche i due sepolcri scolpiti da Tito Angelini per la famiglia Serra di Gerace, posti nella prima cappella. Nella chiesa è presente, inoltre, il monumento marmoreo del giurista Giuseppe de Gemmis (1734-1812).
Di recente, nell'area su cui sorge l'edificio, durante i lavori per la nuova stazione della metropolitana, sono stati ritrovati reperti archeologici della Napoli del Cinquecento.
Al di là del grande impianto architettonico, la basilica - "una ex septem" - è un ampio esempio di pittura narrativa a sfondo liturgico.
Le opere d'arte più pregevoli sono quelle situate nella zona dell'altare centrale, del transetto e della tribuna absidale (la narrazione pittorica della vita della patrona, gli episodi di Giuditta e di Ester, l'adorazione dei Magi, l'adorazione dei pastori) del Coro ligneo: in essa si stagliano verso l'alto l'affresco della cupola detto "esaltazione della SS.Vergine" (vedi fascia aurea sulla trabeazione del tamburo della cupola centrale dove si legge "Exaltata est, sancta dei genitrix, super choros angelorum, ad coelestia regna") e dei quattro pennacchi con gli evangelisti, tutti opera del pittore Beinaschi.
In particolare si segnalano le cinque grandi tele due del transetto, due della tribuna absidale e quella di sfondo della chiesa di Paolo Caliari, detto il Veronese, e della sua scuola rappresentata dal Caselli, contraddistinte dai suoi caratteristici colori purpurei.
Molto pregevoli anche le opere presenti nell'oratorio di S. Gaetano (Luca Giordano) a sinistra dell'altare maggiore e in quello di S.Andrea Avellino (De' Matteis - Sarnelli), alla sua destra.
Per giungervi, si consiglia di accedervi procedendo dalla navata di sinistra dove si incontreranno:
- cappella dell'Angelo Custode (balaustrata in ferro fuso e quadro dell'Azzolino), cappella dell'Immacolata (dedicata dalla famiglia Britto che ha di fronte il suo ipogeo, con dipinti di Stanzione e Beltrano), cappella di S. Carlo Borromeo (Azzolino), cappella di S.Marco e S.Gennaro (Giusto) per giungere al transetto ed alla grande cappella di S.Gaetano (quadro di Luca Giordano e affreschi del Beinaschi)
ed infine il transetto destro (Madonna del Buon Consiglio e adorazione dei Magi del Caselli e sinistro (adorazione dei pastori del Caselli);
ed, al ritorno, dalla navata sinistra si incontrano le quattro cappelle della navata di destra, gravemente danneggiate dal bombardamento aereo, dove troviamo
- cappella dei principi Pignatelli di Monteroduni (Ultima Cena, nella volta, dello Stabile e paliotto altare in argento), cappella dei baroni Lentini,  cappella (Sacra Famiglia con Gesù adolescente dell'Azzolino) e, la prima all'ingresso della chiesa, la cappella dei principi Serra di Cassano-Gerace con proprio ipogeo e Sacra Famiglia con S.Giovannino)
Tutta la chiesa, con un pavimento originale in "cotto", conserva vestigia del ruolo di importante "monumento sociale", svolto per ben quattrocento anni: prova ne siano i numerosi monumenti funerari e le sepolture con pietre tombali nobiliari (all'ingresso le spagnole - Cantelmo e de Leyra - 1621 e 1639, al centro navata dei Caracciolo 1637, dei Zunica 1662 e dei S. Biase 1739, nella navata destra dei Gras-Preville 1829, dei Pignatelli di Monteroduni, dei Torre Montanara, Serra 1836, Grimaldi-Grifeo 1838 e, in quella sinistra, dei Lossieux, De Guzman, Malaspina, ecc.).
Si consiglia, infine, di dare uno sguardo in alto al grande affresco della volta (Bernaschi) ed alla "cacciata dal tempio" (Stabile), sopra la porta centrale di ingresso.
La Basilica è solo una parte del complesso più ampio che prevedeva un vasto Convento (dal 1861 adibito dallo Stato a Tribunale Militare) e l'Arciconfraternita dei Bianchi della Natività di Santa Maria a Pizzofalcone.
Quest'ultima è stata importantissima per la collina di Monte di Dio e per Napoli tutta, per le personalità laiche e religiose che ne furono confratelli dal 1610, per le opere benefiche, per il culto dei morti, ma si esaurì dopo quattrocento anni alla fine del XX secolo: nel 2013 fu sciolta dalla Curia che ne dette in proprietà i vasti locali e gli arredi alla Parrocchia di San Marco di Palazzo, non visitabili dal pubblico: tuttavia dal 2021, quest'ultima organizza con il suo Comitato Cultura visite su prenotazione.